# 1980年科技
| 每年科技： | 1977年 \| 1978年 \| 1979年 \| 1980年 \| 1981年 \| 1982年 \| 1983年 \| |
|            |                                                                       |

## 科技大事
- 朱邦復與宏碁公司共同發表世上首部具有「中文操作系統、中文程式語言、中文套裝軟體」之中文電腦—天龍中文電腦，售價75萬元新台幣。

### 4月至6月
- 6月17日——中国科学家彭加木在新疆罗布泊进行科学考察时失踪。

### 9月至12月
- 12月15日——台灣新竹科學工業園區正式成立。

## 獎項

### 诺贝尔奖
- 物理：
  - 克罗宁（James Watson Cronin）、菲奇（Val Logsdon Fitch）（美国）
    - 发现电荷共轭宇称不守恒
- 化学：
  - 保罗·伯格(Paul Berg), 沃特·吉尔伯特(Walter Gilbert), 弗雷德里克·桑格（Frederick Sanger）
    - 伯格：对核酸的生物化学研究，吉尔伯特和桑格：核酸DNA序列的确定方法
- 生理和医学：
  - Baruj Benacerraf（美国），Jean Dausset（法国），George D. Snell（美国）
    - 发现细胞表面调节免疫反应的遗传基础